# 1947 w sztukach plastycznych
Wydarzenia w sztukach plastycznych i wizualnych w 1947 roku.

## Wydarzenia
- Powstała portugalska grupa artystyczna Grupo Surrealista de Lisboa[1].

## Malarstwo
- Wols

Skrzydła motyla
Kompozycja
- Antoni Tàpies

Kolaż z liny i ryżu
- Salvador Dalí

Portret Picassa
Równowaga pióra
Wydzielenie atomu (Dematerializacja obok nosa Nerona)
- Marc Chagall

Upadek anioła (1923-1947) – olej na płótnie
Madonna z saniami – olej na płótnie
- Jackson Pollock

Full phantom five
Zaczarowany las – olej na płótnie, 221x114 cm
- Mark Rothko

Bez tytułu – olej na płótnie, 121x90,1 cm, kolekcja Muzeum Guggenheima w Nowym Jorku

## Grafika
- Maurits Cornelis Escher

Inny świat II – drzeworyt sztorcowy
Wyżej i niżej – litografia

## Rzeźba
- Alina Szapocznikow

Postać
Rybaczka II

## Urodzeni
- Zdzisław Pacholski, polski fotograf
- Zygmunt Piotrowski, polski performer
- Zygmunt Rytka, polski artysta intermedialny
- Ryszard Waśko, polski artysta wideo, fotograf
- 8 marca – Wojciech Bruszewski (zm. 2009), polski artysta wideo
- 14 września - Zofia Kulik, polska artystka

## Zmarli
- 23 stycznia – Pierre Bonnard (ur. 1867), francuski malarz, artysta
- 2 marca – Stanhope Alexander Forbes (ur. 1857), irlandzki malarz, postimpresjonista
- 9 czerwca – Augusto Giacometti (ur. 1877), szwajcarski malarz
- 22 sierpnia – Janina Broniewska (ur. 1886), polska rzeźbiarka i malarka